# Drachselsried
Drachselsried este o comună din landul Bavaria, Germania.